# David Servan-Schreiber

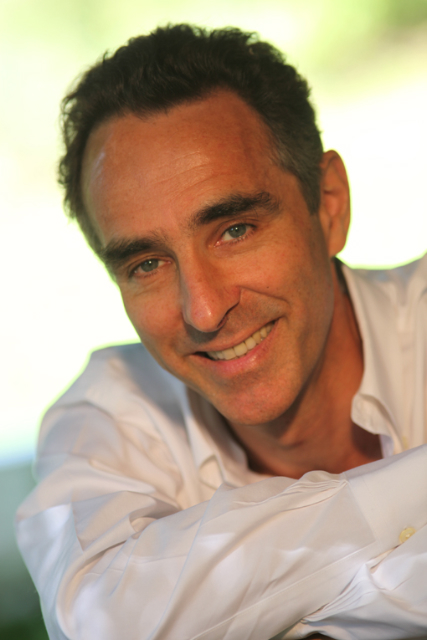
David Servan-Schreiber

 David Servan-Schreiber (Neuilly-sur-Seine, 21 april 1961 - Fécamp, 24 juli 2011) was een Franse psychiater. Hij is bij het grote publiek bekend vanwege zijn optreden in de media, onder medisch specialisten geniet hij minder bekendheid. Zijn vader Jean-Jacques Servan-Schreiber was een toonaangevende journalist, politicus en publicist.
Servan-Schreiber, die slechts kortstondig als praktiserend arts werkzaam is geweest, doceerde aan de Universiteit van Lyon en de Universiteit van Pittsburgh. 
Zelf sinds 1992 tot twee keer toe behandeld voor een kwaadaardige hersentumor, schreef hij twee veelgelezen boeken, Uw brein als medicijn (oorspronkelijke titel: Guérir, 2003) en Antikanker (oorspronkelijke titel: Anticancer, 2007). Het zijn bestsellers op het gebied van het zelf bestrijden van stress, depressies en angsten zonder daarbij gebruik te hoeven maken van medicijnen.
David Servan-Schreiber overleed op vijftigjarige leeftijd ten gevolge van een hersentumor.